# Giovanni Stefano Danedi
Giovanni Stefano Danedi dit (Il Montalto ), (né le 5 janvier 1612 à Treviglio dans la province de Bergame en Lombardie et mort le 19 septembre 1690) à Milan, est un peintre italien du XVIIe siècle.

## Biographie
Né à Treviglio Danedi Giovanni Stefano est le frère de Gioseffo Danedi, également appelé il Montalto et aussi élève du peintre milanais Pier Francesco Mazzucchelli, (dit Il Morazzone).
À Milan, il a contribué à la décoration de l'église Santa Maria delle Grazie et de l'église du Carmel.
Il a également peint des fresques (1648) dans le presbytère de la cathédrale de Monza, une série de fresques (1656) de la Villa Frisiani Mereghetti à Corbetta et  pour deux chapelles sur le côté droit de l'église de la Chartreuse de Pavie (1671 - 1778).
Il a aussi peint dans le sanctuaire du Mont Sacré de Varallo.
Il est mort à Milan.

## Œuvres
- Pietà, Musée Magnin, Dijon.
- Miracle de saint Antoine de Padoue, Musée du Louvre, Paris.
- Massacre des Innocents, verso Dieu le Père et homme qui écrit, Musée des Beaux-arts, Rouen.
- Apollon écorchant Marsyas, huile sur toile, 121 × 202,5 cm, Musée des beaux-arts, Rouen.

## Sources
- (en) Cet article est partiellement ou en totalité issu de l’article de Wikipédia en anglais intitulé « Giovanni Stefano Danedi » (voir la liste des auteurs).